# 이브 휴슨
이브 휴슨(Eve Hewson, 1991년 7월 7일 ~ )은 아일랜드의 배우이다. 음악가 보노의 딸이다.

## 출연 작품
- 빠삐용 - 네네트 역
- 후드 - 마리안 역
- 더 트루 어드벤처 오브 울프보이